# غروت فيسانتيكرال فيو
غروت فيسانتيكرال فيو (الإنجليزية: Groot Phesantekraal View) هو مركز تسوق يقع في ضاحية دوربانفيل، في كيب تاون، جنوب أفريقيا. وهو جزء من منطقة Groot Phesantekraal، وهو مشروع تطوير متعدد الاستخدامات على الأراضي الزراعية القديمة في شمال الضاحية. تم افتتاح المركز في يوليو 2025، ويضم أكثر من 40 متجر، موزعة على مساحة 30 ألف متر مربع من مساحات البيع بالتجزئة.

## التاريخ
افتُتح فيسانتيكرالفي يوليو 2025. يقع المركز التجاري في منطقة كيب واينلاندز، وسُمي باسم بمزرعة غروت فيسانتيكرالالتي بُني عليها. افتُتحت المزرعة العاملة، التي تديرها عائلة برينك عام 1698. يحمل شعار المركز التجاري طائر تدرج.
بمجرد تشغيله، كان من المتوقع أن يجذب المركز العملاء من المناطق المحيطة، وليس فقط المستهلكين المقيمين في كيب واينلاندز. وكان من المتوقع أيضا أن يؤدي التطوير إلى زيادة الطلب المحلي على العقارات، والمساهمة في إنشاء دوربانفيل كمركز اقتصادي داخل كيب الغربية. بلغت تكلفة تطوير المركز حوالي مليار ريال.

## المميزات
تم تصميم غروت فيسانتيكرال فيو بإلهام من الجمال الطبيعي المحيط بالمركز والمزارع التاريخية. يحتوي مركز التسوق على 30 ألف متر مربع من مساحات البيع بالتجزئة، ويتم تصنيفه كمركز تسوق مجتمعي - وهي أكبر فئة من مباني البيع بالتجزئة في جنوب أفريقيا. يضم المركز أكثر من 40 متجرًا. تشمل فئات التجزئة والخدمات المُقدمة في فيسانتيكرال البقالة، والمطاعم، ومنتجات العناية الشخصية، ولوازم الحيوانات الأليفة، ومصففي الشعر، واللياقة البدنية، والبريد، والقرطاسية، والملابس، والأدوات المنزلية. تشمل المستأجرين الرئيسيين Woolworths و Checkers و MRP و سبار.